# Зенян, Аветис Назарович
Аветис Назарович Зенян (25 декабря 1935, Бейрут, Ливан — 14 февраля 2021, Москва, Россия) — советский фотограф, кинооператор, реставратор классического советского кино.

## Биография и творчество
Родился в 1935 году. Посещал французскую школу в Алеппо, пел в церкви. В 1946 году репатриировался в Советскую Армению. Работал фотографом. В 1954 поступил во ВГИК. Снял дипломную работу в начале 1960-х. После защиты диплома приглашён на «Арменфильм», затем — на Мосфильм.
Был консультантом Худойназарова на фильме «Сказание о Рустаме», оператором у режиссёра Александра Митты на картине «Гори гори моя звезда», создавал полиэкран для съезда КПСС, снимал с вертолёта Чернобыль после катастрофы. Единственный из группы операторов, который работал над всеми частями фильма «Война и мир».
Много работал над реставрацией классического советского кино, начиная с фильма «Веселые ребята»., «Чапаев», «Александр Невский» и «Иван Грозный».

## Выборочные фильмы

### Кинооператор
- 1967 - Комиссар (фильм) совместно с группой операторов (Оператор: Валерий Гинзбург)
- 1971 — «Интернационал» (документальный, режиссёры Александр Шейн и Александр Светлов).
- 1972 — «Я — гражданин Советского Союза» (документальный, режиссёры Пётр Мостовой и Александр Шейн)
- 1973 — «Товарищ Сибирь» (документальный, режиссёры Ю. Данилович, М. Закиров и Александр Шейн)
- 1974 — «Комсомол» (документальный, режиссёры Дмитрий Барщевский и Александр Шейн)
- 1974 — «Гармония» (документальный, режиссёры Александр Шейн и Г. Бреннер)
- 1975 — «Человек и океан» (документальный, режиссёры М. Ковалев, В. Полин и Александр Шейн)
- 1976 — «Поступь труда и мира» (документальный, режиссёр Л. Саакова)
- 1977 — «Говорит Октябрь» (документальный, режиссёр Александр Шейн)
- 1979 — «Нефть — опасность и благо» (документальный, режиссёр Александр Шейн)
- 1979 — «Революцией рожденное» (документальный, режиссёры Александр Шейн и Г. Бреннер)
- 1980 — «Мы — молодая гвардия» (документальный, режиссёры Александр Шейн и Г. Бреннер)
- 1981 — «Целина» (документальный, режиссёры Александр Шейн и Г. Бреннер)
- 1981 — «Вперед нас партия ведёт» (документальный, режиссёры Александр Шейн и Г. Бреннер)
- 1981 — «Шагай, страна» (документальный, режиссёры Александр Шейн и Г. Бреннер)
- 1981 — «Стройдормаш-81» (документальный, режиссёры Г. Бреннер и Александр Шейн)
- 1982 — «Комсомол — моя судьба» (документальный, режиссёры Г. Бреннер и Александр Шейн)
- 1982 — «Песня о родине» (документальный, режиссёры Г. Бреннер и Александр Шейн)
- 1984 — «Советский Азербайджан» (документальный, режиссёр Александр Шейн)
- 1984 — «Этот День Победы» (документальный, режиссёр Г. Бреннер)
- 1986 — «Мир в движении» (документальный, режиссёр Г. Бреннер)